# Kam Heskin
Kam Erika Heskin (* 8. Mai 1973 in Grand Forks, Grand Forks County, North Dakota) ist eine US-amerikanische Schauspielerin und Model. Sie wurde Ende der 1990er Jahre durch ihre Rolle der Caitlin Richards Deschanel in der Fernsehserie Sunset Beach und durch die Verkörperung der Sheridan Crane Boothe in der Fernsehserie Passions von 2006 bis 2008 national bekannt.

## Leben
Heskin wurde am 8. Mai 1973 in Grand Forks als Tochter einer Schauspielerin und eines Architekten geboren. Sie hat zwei Brüder. Heskin ist mütterlicherseits entfernt verwandt mit John Hancock. Sie machte ihren Abschluss an der Grand Junction High School im Jahr 1991. Sie besuchte das Concordia College in Moorhead im US-Bundesstaat Minnesota. Dort machte sie ihren Abschluss in Kommunikations- und Politikwissenschaften. Am Tag nach ihrem Abschluss zog sie nach Chicago und modelte für die nächsten Monate unter anderem für Wilhelmina Models. Einige Zeit später zog sie nach New York City. Sie war ab dem 1. August 1998 wenige Monate mit dem New Yorker Restaurantbesitzer Jonathan Cheriff verheiratet.
1996 debütierte sie in dem Spielfilm Henry: Portrait of a Serial Killer 2. Sie wurde von John Woo entdeckt, der sie 1998 für eine der Hauptrollen neben Dolph Lundgren in John Woo’s Blackjack besetzte. Von 1998 bis 1999 stellte sie die Rolle der Caitlin Richards Deschanel in insgesamt 228 Episoden der Fernsehserie Sunset Beach sowie dem dazugehörigen Fernsehfilm Sunset Beach: Shockwave dar. Während der Dreharbeiten lernte sie Krissy Carlson kennen und die beiden wurden Freunde. In den folgenden Jahren war sie in Episodenrollen in Fernsehserien wie Eine himmlische Familie, Angel – Jäger der Finsternis und Charmed – Zauberhafte Hexen sowie in den Filmen Kidnapped – Tödlicher Sumpf, Tomcats, Planet der Affen, Catch Me If You Can, This Girl’s Life – Mein Leben als Pornostar und Dirty Love zu sehen. Von 2006 bis 2008 verkörperte sie die Rolle der Sheridan Crane Boothe in 42 Episoden der Fernsehserie Passions. 2006 stellte sie in Der Prinz & ich – Die königliche Hochzeit die Rolle der Paige Morgan dar. Sie wiederholte die Rolle in den Fortsetzungen Der Prinz & ich – Königliche Flitterwochen von 2008 und Der Prinz & ich – Königliches Abenteuer von 2010.
Heskin ist in Los Angeles, in der Nähe der University of California wohnhaft.

## Filmografie
- 1996: Henry: Portrait of a Serial Killer 2
- 1998: John Woo’s Blackjack (Blackjack, Fernsehfilm)
- 1998: Sunset Beach: Shockwave (Fernsehfilm)
- 1998–1999: Sunset Beach (Fernsehserie, 228 Episoden)
- 2000: Eine himmlische Familie (7th Heaven, Fernsehserie, Episode 5x03)
- 2000: Kidnapped – Tödlicher Sumpf (Held for Ransom)
- 2001: Tomcats
- 2001: Planet der Affen (Planet of the Apes)
- 2002: Angel – Jäger der Finsternis (Angel, Fernsehserie, Episode 4x06)
- 2002: Catch Me If You Can
- 2003: Vlad
- 2003: This Girl’s Life – Mein Leben als Pornostar (This Girl’s Life)
- 2003: Pride and Prejudice
- 2004: Charmed – Zauberhafte Hexen (Charmed, Fernsehserie, Episode 6x11)
- 2004: The Ecology of Love (Kurzfilm)
- 2005: Dirty Love
- 2006: Der Prinz & ich – Die königliche Hochzeit (The Prince & Me II: The Royal Wedding)
- 2006: When the Nines Roll Over (Kurzfilm)
- 2006–2008: Passions (Fernsehserie, 42 Episoden)
- 2007: Coastal Dreams (Fernsehserie)
- 2007–2008: CSI: NY (Fernsehserie, 2 Episoden)
- 2008: Der Prinz & ich – Königliche Flitterwochen (The Prince & Me 3: A Royal Honeymoon)
- 2010: Der Prinz & ich – Königliches Abenteuer (The Prince & Me: The Elephant Adventure)